# My Słowianie (We Are Slavic)
My Słowianie (Vi slaver) är en låt av polska artisterna Donatan och Cleo. Den släpptes för digital nedladdning den 4 november 2013. Låten blev utvald till att representera Polen i Eurovision Song Contest 2014 i Köpenhamn, Danmark.

### Fotnoter
1. ↑  ”My, Słowianie na Eurowizji” (på polska). Tvp.pl. 25 februari 2014. http://www.tvp.pl/o-tvp/centrum-prasowe/komunikaty-prasowe/my-slowianie-na-eurowizji/14156701. Läst 25 februari 2014.